# Лабур (виконтство)
Лабур (Labourd) — феодальное княжество (виконтство) в Гаскони, существовавшее с 1023 по 1193 год. Столица — Байонна (до 1177), затем Юстарис.
Образовалось в 1023 году, когда король Наварры Санчо III передал Лабур своему родственнику Лупу Саншу, который стал первым виконтом.
С 1058 года — в составе герцогства Аквитания.
В 1193 году виконтство Лабур выкупил английский король Ричард Львиное Сердце и присоединил его к домену герцогов Аквитании и Гаскони.
Список виконтов Лабура (согласно Жану де Жоргену):
- 1023 — ок. 1058 Луп Санш
- ок. 1058—1060 Фортен I Санш, брат
- ок. 1060—1095 Фортен II Санш, внук
- ок. 1095-Регина Тота, дочь, жена Санша Гарсии д’Арберу
- Гарсиа Санш (ум. после 1125), сын
- Бертран (ум. 1169), двоюродный брат, сын Семана-Фортена де Лабура, сына Фортена II Санша
- Пьер Бертран (ум. 1169/1170), сын
- 1170—1192 Арно Бертран, брат
- 1192—1193 Гильом-Раймон де Со, племянник (сын сестры).